# Przekroczenie kosztów
Przekroczenie planowanych kosztów inwestycji – nieoczekiwane przekroczenie budżetu inwestycji z powodu niedoszacowania rzeczywistego kosztu przedsięwzięcia. Przekroczenie kosztów występuje często w budownictwie, inwestycjach w infrastrukturę oraz technologii. 
Przekroczenia kosztów nie należy mylić z eskalacją kosztów, która oznacza prognozowany wzrost budżetowanych kosztów rok do roku w okresie objętym prognozą. 

## Przyczyny
Istnieją następujące przyczyny przekroczenia planowanych kosztów inwestycji: techniczne, psychologiczne i polityczno-ekonomiczne. Przyczyny techniczne są efektem niedoskonałych metod prognozowania, słabej jakości danych źródłowych itd. Przyczyny psychologiczne opierają się na skłonności kosztorysantów do optymizmu przy kalkulacji planowanych do poniesienia kosztów. Natomiast przyczyny polityczno-ekonomiczne są efektem celowych działań interesariuszy projektu w fazie jego planowania.

## Opis przekroczenia kosztów
Przekroczenie kosztów może być przedstawione na kilka sposobów:
- jako procent całkowitych wydatków
- jako procent oryginalnego budżetu
- jako przekroczenie oryginalnego budżetu.

Przykładowo, przy inwestycji polegającej na budowie mostu, dla którego założone w budżecie koszty wynosiły $100 mln, a rzeczywiście poniesione koszty wyniosły $150 mln – korzystając z powyższych sposobów – przekroczenie planowanych kosztów inwestycji  można opisać jako:
- przekroczenie zaplanowanych kosztów wyniosło 33% całkowitych wydatków,
- budżet projektu wzrósł do 150% pierwotnie założonego budżetu,
- przekroczenie wyniosło 50% pierwotnie założonego budżetu.

## Przykłady projektów z dużymi przekroczeniami kosztów
Australia 
- Park Olimpijski w Sydney
- Sydney Opera House

Kanada 
- elektrownia jądrowa Pickering
- Stadion Olimpijski w Montrealu
- Rogers Centre

Dania
- most Nad Wielkim Bełtem

Egipt 
- Kanał Sueski

Japonia 
- Shinkansen

Korea Północna
- hotel Rjugjong

Panama 
- Kanał Panamski

Szwecja
- Kanał Gotyjski
- Tunel Hallandsås

Wielka Brytania 
- Humber Bridge
- O2 Arena
- budynek parlamentu szkockiego

Stany Zjednoczone
- Big Dig
- port lotniczy Denver
- Lockheed F-22 Raptor
- teleskop Hubble’a
- Lockheed Martin F-35 Lightning II
- Paw Paw Tunnel
- Bell-Boeing V-22 Osprey

Wielonarodowe  
- Airbus A380
- Airbus A400M
- Eurotunel
- katedra w Kolonii
- Concorde
- Eurofighter Typhoon
- tramwaje w Jerozolimie